# دار سلامة
دار سلامة هي قرية تقع في جزيرة أنجوان في جزر القمر. بلغ عدد سكانها 601 نسمة حسب إحصاء عام 1991. و1,059 في تقدير عام 2009.